# Тестемелци
Тестемелци (мкд. Тестемелци) су насеље у Северној Македонији, у средишњем делу државе. Тестемелци су село у саставу општине Штип.

## Географија
Тестемелци су смештени у средишњем делу Северне Македоније. Од најближег града, Штипа, насеље је удаљено 10 km западно.
Насеље Тестемелци се налази у историјској области Овче поље. Насеље је положено у клисури реке Брегалнице. Око насеља се пружа голет, до је само мало површи обрадиво. Надморска висина насеља је приближно 240 метара.
Месна клима је блажи облик континенталне због близине Егејског мора (жарка лета).

## Становништво
Тестемелци су према последњем попису из 2002. године били без становника.
Већинско становништво били су етнички Турци.
Претежна вероисповест месног становништва био је ислам.